# Blue Hawaii (album)
Pour l’article homonyme, voir Blue Hawaii (cocktail).
Albums de Elvis Presley
Something for Everybody
(1961) Pot Luck
(1962)
Blue Hawaii est un album d'Elvis Presley sorti en octobre 1961. Il s'agit de la bande originale du film Sous le ciel bleu de Hawaï, dont Presley tient le premier rôle.

## Titres

### Face 1
| No | Titre                                                                         | Durée |
| -- | ----------------------------------------------------------------------------- | ----- |
| 1. | Blue Hawaii (Leo Robin, Ralph Rainger)                                        | 2:36  |
| 2. | Almost Always True (Ben Weisman, Fred Wise)                                   | 2:25  |
| 3. | Aloha ʻOe (Queen Lydia Liliʻuokalani)                                         | 1:53  |
| 4. | No More (Don Robertson, Hal Blair, Sebastián Iradier)                         | 2:22  |
| 5. | Can't Help Falling in Love (George David Weiss, Hugo Peretti, Luigi Creatore) | 3:01  |
| 6. | Rock-A-Hula Baby (Ben Weisman, Fred Wise, Dolores Fuller)                     | 1:59  |
| 7. | Moonlight Swim (Ben Weisman, Sylvia Dee)                                      | 2:20  |

### Face 2
| No | Titre                                                          | Durée |
| -- | -------------------------------------------------------------- | ----- |
| 1. | Ku-U-I-Po (George David Weiss, Hugo Peretti, Luigi Creatore)   | 2:23  |
| 2. | Ito Eats (Sid Tepper, Roy C. Bennett)                          | 1:23  |
| 3. | Slicin' Sand (Sid Tepper, Roy C. Bennett)                      | 1:36  |
| 4. | Hawaiian Sunset (Sid Tepper, Roy C. Bennett)                   | 2:32  |
| 5. | Beach Boy Blues (Sid Tepper, Roy C. Bennett)                   | 2:03  |
| 6. | Island of Love (Sid Tepper, Roy C. Bennett)                    | 2:41  |
| 7. | Hawaiian Wedding Song (Al Hoffman, Charles King, Dick Manning) | 2:48  |

## Musiciens
- Elvis Presley : chant
- Boots Randolph : saxophone
- George Field : harmonica
- Fred Tavares, Bernie Lewis : ukulélé
- Hank Garland, Tiny Timbrell : guitare acoustique
- Scotty Moore : guitare électrique
- Alvino Rey : pedal steel guitar
- Floyd Cramer : piano
- Dudley Brooks : piano, célesta
- Bob Moore : contrebasse
- D. J. Fontana, Bernie Mattinson, Hal Blaine : batterie
- The Jordanaires : chœurs
- The Surfers : chœurs